# علف‌کش (آلبوم)
علف‌کش (به انگلیسی: WEEDKILLER) نخستین آلبوم استودیویی از خواننده-ترانه‌پرداز و رپر آمریکایی اشنیکو می‌باشد که در ۲۵ اوت سال ۲۰۲۳ از سوی پارلفون و وارنر رکوردز منتشر گردید.